# 히시촌
히시촌(菱村)은 도치기현의 남서부 아시카가군에 속했던 촌이다. 현재의 군마현 기류시에 해당한다.

## 개요
아시카가군 최서단에 위치하며, 기류강을 사이에 두고 군마현 기류시와 접해 있었다. 예로부터 기류시의 경제권에 포함되어 있었으며, 현 경계였던 기류강의 하천 관리 합리화 등의 이유로 경계를 넘어 합병되어 군마현 기류시 히시초가 되었다. 또한, 본촌 합병 이듬해인 1960년 7월 1일에는 군마현 야마다군 야바가와촌의 일부가 아시카가시에 편입되었는데, 이는 도치기현 측이 제안한 교환 조건에 따른 것으로 알려져 있다.

## 역사
- 1889년 4월 1일 - 정촌제 시행에 의해 아시카가군 히시촌이 성립하였다.
- 1959년 1월 1일 - 군마현의 월경지였던 기류시에 편입되었다.

## 인구
- 1920년 : 3,502명
- 1930년: 3,611명
- 1940년 : 4,610명
- 1950년: 5,686명